# Sistemes d'escriptura de Mesoamèrica
Els  sistemes d'escriptura de Mesoamèrica són creacions originals dels pobles que van habitar Mesoamèrica durant l'època precolonial, i es van emprar per a registrar successos importants en el desenvolupament d'aquests pobles. Igual que a Mesopotàmia, Xina i Egipte, Mesoamèrica és un dels llocs on l'aparició de l'escriptura va tenir lloc de manera independent. L'escriptura dels pobles mesoamericans -o almenys els sistemes que han pogut ser desxifrats parcialment fins als nostres dies- combinen logogrames amb elements sil·làbics, als quals se sol qualificar d'escriptura jeroglífica. Les investigacions arqueològiques han documentat l'existència de menys d'una desena de diferents sistemes precolombins d'escriptura a Mesoamèrica, tot i que les mancances dels mètodes per a dates fan molt difícil saber quin n'és el més antic i, per això mateix, el que va servir-ne de base pel desenvolupament dels altres.
El més conegut d'aquests sistemes indígenes d'escriptura és l'escriptura maia del període clàssic. Alguns fragments de la literatura precolombina mesoamericana han estat conservats gràcies a l'ús de l'alfabet llatí del'espanyol en la transcripció de les tradicions orals dels pobles que van viure en el temps de la invasió espanyola. Aquestes transcripcions es van realitzar en certs casos -com el Popol Vuh dels quichés a Guatemala o els textos dels informants de Sahagún al centre de Mèxic -en les llengües dels mateixos indígenes, la qual cosa ha permès donar alguna llum de com eren aquestes llengües en el temps de la invasió. En aquest temps també els espanyols destruïren nombrosos còdexs mesoamericans -com en el cas de l'Acte de Maní, en què Diego de Landa cremà al voltant de vint còdexs yucateks, o el de Juan de Zumarraga que ordenà la destrucció de diversos escrits indígenes a Texcoco-, de manera que són molt pocs els documents indígenes que han arribat als nostres dies.

## Escriptura olmeca

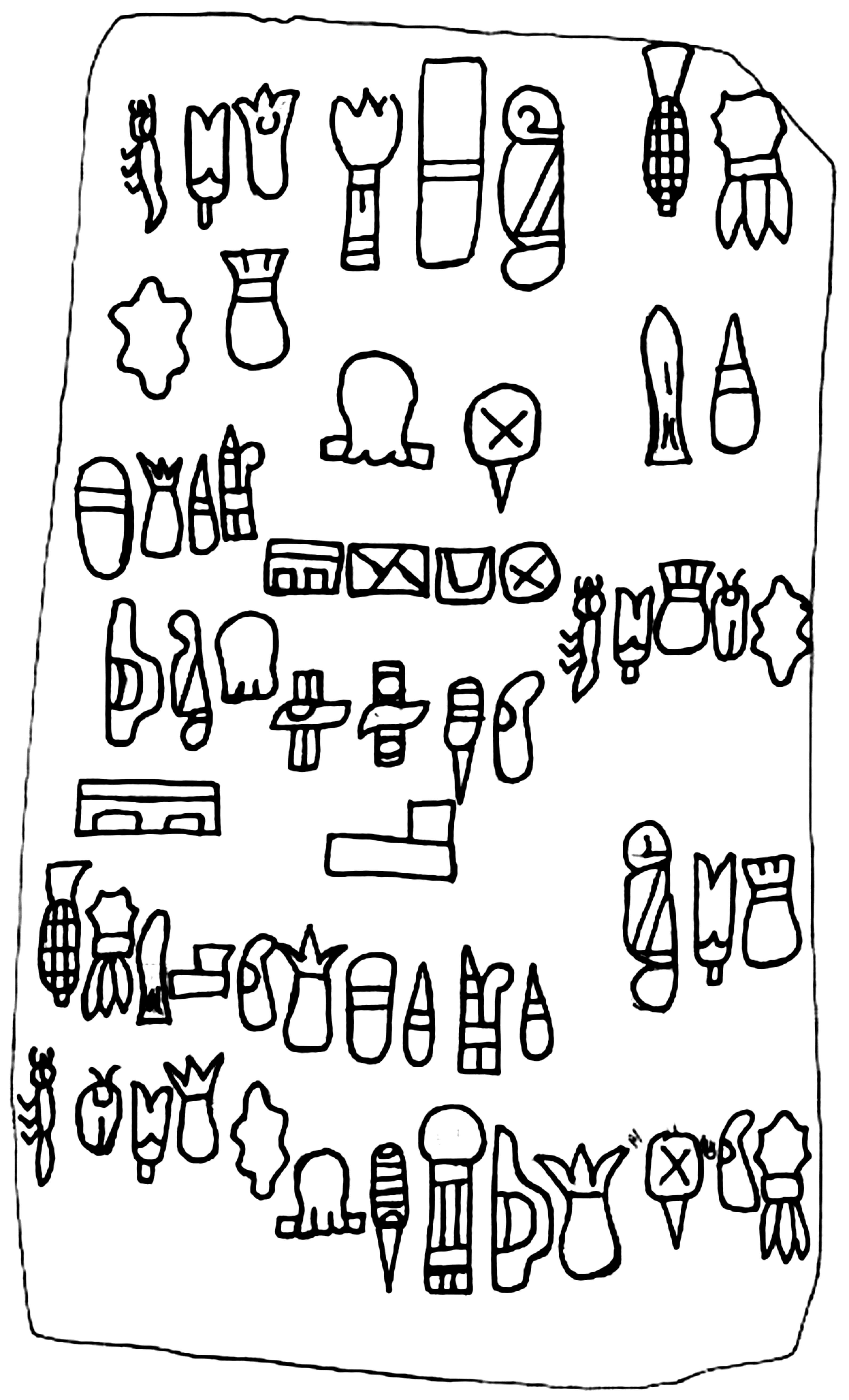
Els 62 glifs del Bloc de Cascajal

Algunes de les més primerenques peces de terrissa olmeca mostren representacions iconogràfiques que podrien ser còdexs, la qual cosa suggereix que l'ús del paper amate i d'una escriptura ben desenvolupada existia des de l'època en què els olmeques van viure el seu apogeu. També és molt difosa la idea que els glifs representats en l'escultura monumental coneguda com a Monument de l'Ambaixador (Monument 13) de La Venta (Mèxic) representen una primerenca forma d'escriptura olmeca. Aquesta suposició va ser reforçada el 2002 amb l'anunci del descobriment de símbols similars en el jaciment de San Andrés (estat de Tabasco), els quals han estat datats per radiocarboni del voltant de l'any 650 aC (Pohl, 2002: 8).
El setembre del 2006, un informe publicat per la revista Science anunciava el descobriment del Bloc de Cascajal, una peça de dimensions modestes (36 per 21 cm, amb un gruix de 13 cm), tallada en serpentina, amb 62 caràcters gravats que no eren similars a altres trobats en els jaciments arqueològics mesoamericans. La pedra va ser descoberta pels pobladors actuals de l'anomenada àrea nuclear olmeca i ha estat datada pels arqueòlegs aproximadament de l'any 900 aC (Rodríguez Martínez et al., 2006;  Terrae Antiquae , 2006). Si l'autenticitat i el càlcul sobre l'època en què va ser produïda fossin corroborats, el Bloc de Cascajal es convertiria en el testimoni d'escriptura mesoamericana més antic conegut.
D'altra banda, s'ha proposat que el sistema d'escriptura anomenat epiolmeca pugui ser el testimoni de l'escriptura usual de la societat olmeca abans de la seva declinació definitiva.

## Escriptura zapoteca

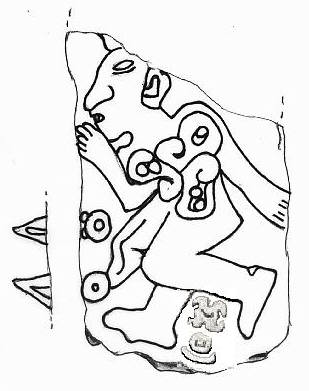
Monument 3 de Sant Josep Mogote. Els dos símbols esgrafiats entre les cames del personatge indiquen el seu nom: 1 Terratrèmol

Un altre candidat per a ocupar el lloc del primer sistema d'escriptura desenvolupat a Mesoamèrica és el zapoteca. Aquest poble té els seus orígens en una època contemporània als olmeques, tot i que el seu primer floriment correspon al temps en què aquests últims començaven el procés de decadència, al final del preclàssic tardà mesoamericà. En aquest temps, els zapoteques van dominar un estat imperialista que tenia com a centre l'antiga ciutat de Monte Albán. Alguns monuments d'aquest lloc conserven amplis registres escrits. Un exemple d'això són les esteles de l'Edifici J de Monte Albán, que commemoren les conquestes de la ciutat, o bé, els Dansaires, que són representacions dels senyors sotmesos per l'elit d'aquesta ciutat, el nom original de la qual es desconeix. Alguns d'aquests signes són reconeguts com a portadors d'informació calendàrica, però la major part del sistema d'escriptura dels zapoteques segueix sense desxifrar (Urcid Serrano, 1997: 42-53). L'execució dels glifs en les esteles és major que els signes emprats en les escultures maies del període clàssic, de manera que alguns epigrafistes han cregut que l'escriptura zapoteca és menys fonètica que el sil·labari maia.
Els més antics indicis de l'escriptura zapoteca són els Dansaires de San José Mogote, coneguts oficialment amb el nom de Monument 3. Aquesta estela té un relleu en què apareix un captiu que serà lliurat al sacrifici i ha estat mutilat. Entre les seves cames es troben dos signes que corresponen al seu nom calendàric. L'estela fou datada de primera mà entre els segles V i VI aC, de manera que es considerà la inscripció més antiga trobada a Mesoamèrica. No obstant això, alguns arqueòlegs han expressat dubtes sobre la certesa d'aquesta datació (Romero Frizzi, 2003).
El sistema d'escriptura zapoteca s'emprà únicament fins a la fi del període clàssic, etapa de la qual procedeixen les últimes inscripcions zapoteques.

## Escriptura epiolmeca o istmiana

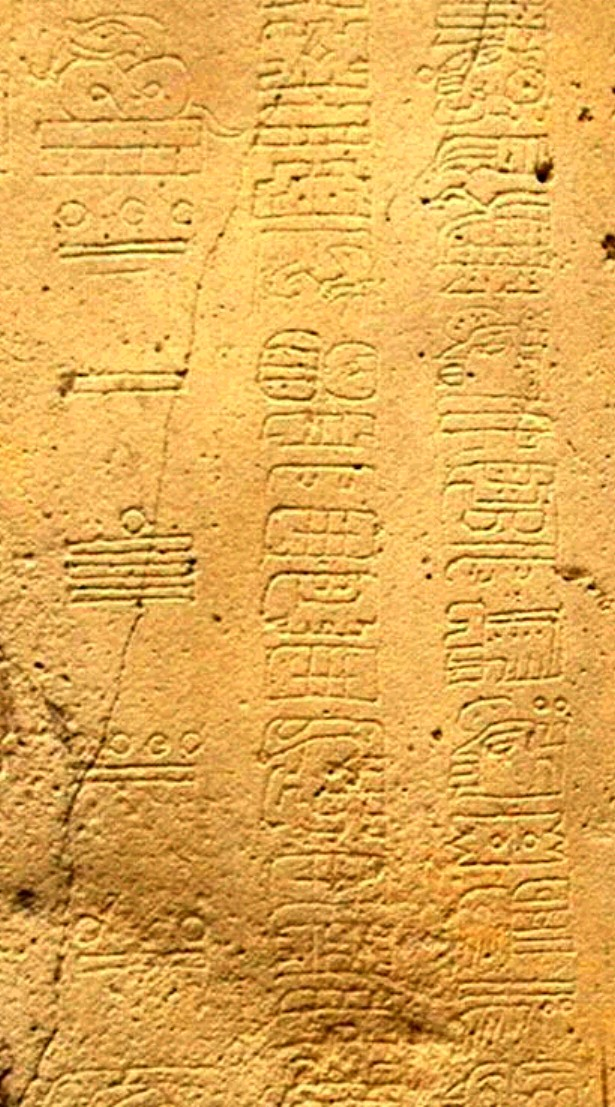
Detall que mostra tres columnes de signes de l'Estela 1 de La Mojarra. Actualment es troba al Museu d'Antropologia de Xalapa (Veracruz). Les dues columnes de la dreta corresponen a signes de l'escriptura epiolmeca, i la tercera és una data en el calendari de compte llarg mesoamericà, corresponent a 8.5.16.9.9 (162 dC)

Un petit nombre de peces arqueològiques trobades a l'istme de Tehuantepec mostren indicis d'un altre sistema d'escriptura mesoamericà de considerable antiguitat. En aquestes restes arqueològiques es pot trobar evidència d'informació calendàrica; el codi, però, no ha estat desxifrat. Els més extensos d'aquests testimonis escrits en el sistema epiolmeca corresponen a l'Estela 1 de La Mojarra i l'Estatueta de Tuxtla.
L'escriptura epiolmeca és prou similar al sistema clàssic dels maies. D'acord amb Justeson (1986: 447), el sistema d'escriptura conegut com a epiolmeca o istmià és una derivació de l'antic sistema emprat pels olmeques, emparentat amb altres sistemes d'escriptura emprats al sud-est de Mesoamèrica, incloses l'escriptura clàssica maia i les escriptures izapes. La relació entre aquests sistemes d'escriptura es fa palesa per la gran similitud dels signes escrits, la utilització d'afixos en els textos i les inscripcions corresponents al calendari de compte llarg. De fet, és el text de l'estela de Chiapa de Corzo el que conté la inscripció més antiga coneguda en el sistema de compte llarg, que usualment s'associa amb els maies del clàssic (Pérez de Lara i Justeson, 2007). Aquesta inscripció correspon a l'any 36 aC, al preclàssic tardà mesoamericà.
Alguns autors han suggerit que l'escriptura istmiana podria ser antecessora del sistema clàssic de les Terres Altes de l'àrea maia, tot i que el grup humà que emprà el sistema istmià no necessàriament ha d'estar emparentat lingüísticament amb els pobles maiens. El 1993 Justeson i Kaufman van publicar un text que contenia una proposta d'interpretació del sistema d'escriptura epiolmeca o istmià. Entre altres coses, tots dos autors han proposat relacions lingüístiques entre l'escriptura epiolmeca i el protocol mixezoqueà, antecedent dels actuals idiomes mixe i zoque. El sil·labari epiolmeca de Justeson i Kaufman (2001) ha estat criticat per autors com Stephen Houston i Michael D. Coe, els quals, basant-se en la proposta de Justeson i Kauffman, no van poder desxifrar un text epiolmeca desconegut per aquests dos últims autors.

## Escriptura de la cultura d'Izapa

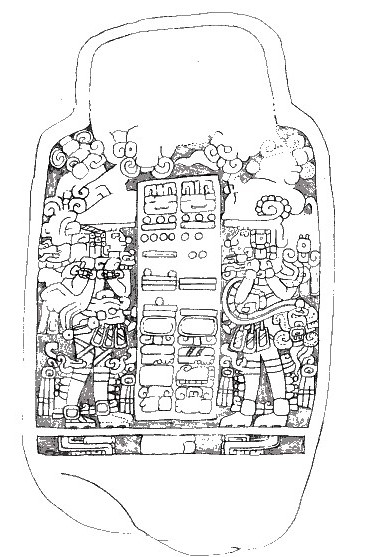
Estela 5 de Takalk Abaj (Guatemala)

La regió del Pacífic guatemalenc fou l'escenari on es desenvolupà la cultura izapa, que d'acord amb Michael D. Coe, és un dels vincles que uneixen els olmeca s amb els maies del clàssic. Al jaciment arqueològic d'Izapa (sud de Chiapas), han estat rescatades algunes esteles que donen testimoni d'un sistema d'escriptura particular que forma part del grup sud-oriental de les escriptures mesoamericanes descendents de l'olmeca (Justeson, 1986: 447). Juntament amb les diverses esteles d'Izapa, altres testimonis escrits que es coneguin de la cultura d'Izapa són els corresponents als importants jaciments de Takalik Abaj i Kaminaljuyú, tots dos a Guatemala.
La filiació de l'escriptura i la llengua dels habitants de Kaminaljuyú, un dels llocs més coneguts del preclàssic tardà de la costa sud de Guatemala, és objecte de controvèrsia entre els especialistes en el tema. Alguns troben que aquest sistema d'escriptura és molt proper a l'epiolmeca o istmià; altres suposen que és un antecedent directe de l'escriptura maia del clàssic, per a altres és un sistema mixt que incorpora elements de les escriptures mixe-zoqueana i maia, i altres creuen que no hi ha evidència suficient per donar-ne una descripció definitiva i apropiada. Quina és la llengua representada en el sistema d'escriptura de Kaminaljuyú -i altres associats a aquest- també és objecte de discussió. Per a alguns, és probable que es tracti d'una llengua mixe-zoqueana, o bé que es tracti d'un sistema bilingüe. En aquest sentit, s'especula amb la possibilitat que l'escriptura izapa sigui una representació compartida per una llengua maiens i una mixe-zoqueana, o bé, que es tracti d'un sistema de representació de dues llengües maiens -probablement cholanotzeltalana o poqom (Mora-Marin, 2005: 63-64).

## Escriptura maia

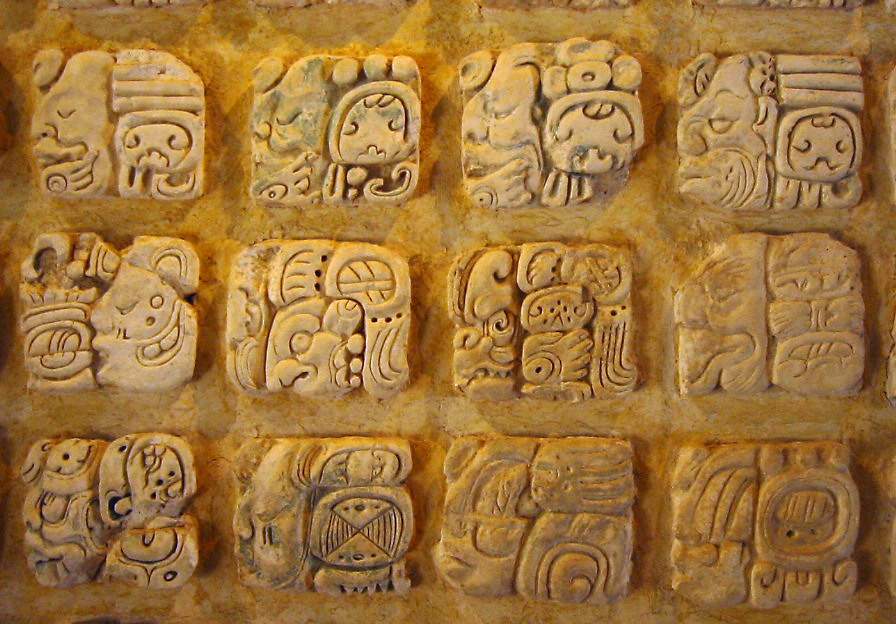
Glifs maies en estuc. Museu del Jaciment de Palenque (Mèxic)

Tot i que se sol considerar que l'escriptura maia es desenvolupà després de l'escriptura epiolmeca -que s'originà a l'istme de Tehuantepec-, hi ha noves investigacions que han posat en dubte aquesta asseveració. D'acord amb les excavacions arqueològiques realitzades a San Bartolo (Saturn, Stuart i Beltrán, 2006), hi ha evidència de l'ocupació dels glifs maies en temps tan antics com el segle III aC, cosa que suposaria que l'aparició d'aquest sistema d'escriptura fou anterior del que es creia abans. Els vestigis més antics que testifiquen l'ús de l'escriptura maia inclouen les inscripcions rupestres de Naj Tunich i La Cobanerita (El Petén). No obstant això, són més coneguts els textos provinents de les grans urbs maies del clàssic, com Palenque (Chiapas), Copán (Hondures) i Tikal (Guatemala).
L'escriptura maia és una de les més ben conegudes de l'àrea mesoamericana i se la considera una de les més complexes d'aquesta regió. Els textos maies inclouen no sols informació calendàrica, sinó texts complets que versen sobre la visió del món d'aquests pobles i la seva història. Es coneixen al voltant de 700 glifs maies, tot i que només unes tres quartes parts se n'han desxifrat. El codi es basa en una barreja de logogrames i elements sil·làbics que en alguns contexts representen fonemes com en les escriptures alfabètiques.
Un treball clau en el desxiframent d'aquesta escriptura el constitueix l'obra de Yuri Knorozov, lingüista soviètic que ha donat diverses de les pistes que han guiat les indagacions posteriors a l'escriptura maia. A partir de la dècada de 1960, altres lingüistes i arqueòlegs han seguit els passos de Knorozov, entre ells Tatiana Proskouriakoff i Michael D. Coe.

## Escriptura nuin
Molt poc és el que s'ha pogut avançar en el coneixement del sistema d'escriptura nuin, que es va emprar en la Mixteca Baixa durant el període clàssic. Les similituds entre aquest sistema i l'escriptura zapoteca dificulten la ja complicada tasca de desxifrar el codi, ja que afegeix la complexitat de delimitar quin és l'àmbit de distribució dels dos sistemes d'escriptura (Urcid Serrano, 1997: 43). D'acord amb Rodríguez Cano (2003), les produccions gràfiques nuin es troben distribuïdes en un territori que abasta els districtes d'Oaxaca de Silacayoapan, Huajuapan de Lleó, i Juxtlahuaca, així com la regió d'Acatlán a l'estat de Puebla.
Igual que el sistema zapoteca, l'escriptura nuin fa servir el sistema de punts i ratlles per a la representació de numerals, en què un punt representa la unitat i una barra representa el nombre cinc, signes que amb iguals valors van ser emprats en la numeració maia; i comparteix amb el primer alguns glifs corresponents als vint dies del calendari precolombí que s'emprà en aquesta regió. La informació continguda en els missatges pictogràfics nuin bàsicament correspon a informació calendàrica, i dona compte de l'ocupació dels dos calendaris comuns als pobles precolombins de Mesoamèrica -un de solar, de 360 dies, i un altre de ritual, de 260- (Rodríguez Cano, 2003). Aquests missatges han estat recollits d'esteles i pintures rupestres a la Mixteca Baixa. Entre ells caldria assenyalar les pintures de Pont Colossal, a la vall de Coixtlahuaca (Urcid, 2004).

## Escriptura mixteca

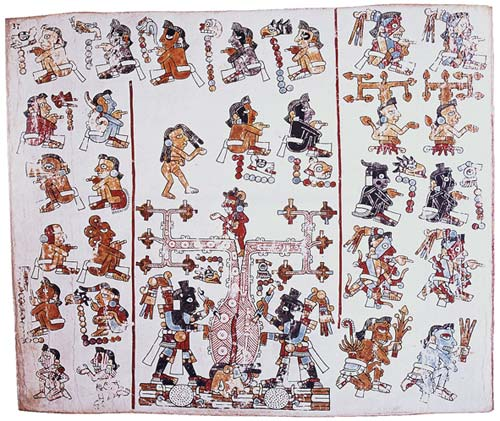
Làmina 37 del Còdex Yuta Tnoho. S'hi narra el naixement dels primers éssers terrestres, els ñuhu, a partir de la Mare Pochote, a la Vall del Tabac Ardent

Molt més tard que els sistemes anteriorment assenyalats, l'escriptura mixteca començà a emprar-se en el segle xiii. Es tracta d'un sistema semasiogràfic. Va ser emprat pels mixteques precolonials, i moltes de les seves característiques van passar després a sistemes d'escriptura com el dels mexiques i l'anomenat Mixteca-Puebla, i la pertinença ètnica és objecte de debat entre els especialistes. El sistema mixteca d'escriptura es componia d'un conjunt de signes i representacions figuratives que servien com una espècie de pistes en els relats amb què eren reconstruïts oralment pels iniciats en el codi -usualment sacerdots i altres membres de la classe alta mixteca.
L'escriptura mixteca es conserva en alguns objectes arqueològics que van sobreviure al pas del temps i a la depredació espanyola. Entre aquests es troben quatre còdexs precolombins treballats sobre pell de cérvol adobada i recoberta amb estuc. Aquests còdexs es llegeixen en sentit de bustrofedon, és a dir, en ziga-zaga, seguint unes línies vermelles que indiquen el camí de la lectura (Jansen, 1982). La major part del coneixement actual sobre l'escriptura dels mixteca és producte de l'obra d'Alfons Cas, que va emprendre la tasca de desxifrar el codi basant-se en un conjunt de documents precolombins i colonials de la cultura mixteca.
Com altres sistemes mesoamericans d'escriptura, els mixteca disposaven d'un complex de símbols que els permetien registrar dates històriques. No obstant això, desconeixien el compte llarg, característica de les escriptures del sud-est de Mesoamèrica. En canvi, els còdexs que es conserven registren esdeveniments històrics d'aquest poble precolombí, especialment els relacionats amb l'expansionisme en l'era de Vuit Cérvol, senyor de Tilantongo.

## Escriptura mexica
Igual que altres pobles del postclàssic mesoamericà, els mexiques empraven el paper amate o la pell de cérvol com a suport per a l'elaboració dels seus amoxtli. El sistema d'escriptura dels mexiques està fortament emparentat al dels mixteca, tant en l'estil de representació com en els recursos de què disposaven. D'acord amb algunes fonts, l'escriptura mexica era hereva de la tradició de Teotihuacan (Ancient Scripts, s/f); l'escriptura no ha estat investigada sistemàticament, en certa manera perquè es pensa que els teotihuacana no tenien escriptura (Duverger, 2000). Cap amoxtli mexica va sobreviure a la invasió espanyola, alguns dels còdexs del centre de Mèxic produïts en l'època colonial són còpies d'antics còdexs mexiques els originals dels quals es van perdre. Es pensa que els còdexs del grup Borja van ser elaborats a la regió Mixteca-Puebla per encàrrec dels mexiques, tot i que es van realitzar seguint exactament l'estil d'aquesta zona.